# Wolf Alice
Wolf Alice est un groupe de rock alternatif britannique, originaire du nord de Londres, en Angleterre.
Leur premier single, Fluffy, est publié en février 2013, le suivant Bros en mai. En octobre 2013, ils publient leur premier EP, Blush. Le deuxième, Creature Songs, est sorti en mai 2014 au label Dirty Hit Records.
Le 24 février 2015 sort Giant Peach, le premier extrait de leur album, My Love Is Cool, qui est publié le 22 juin 2015.
Leur deuxième album, Visions Of A Life, publié le 29 septembre 2017, remporte le Mercury Prize du meilleur album de l'année le 20 septembre 2018.
Le 24 février 2021, le groupe dévoile un nouveau morceau, The Last Man On Earth; leur troisième album, Blue Weekend, sort le 4 juin 2021.
Le 1er mai 2025, le groupe annonce la sortie le 15 mai 2025 de son nouveau single, Bloom Baby Bloom, ainsi que la sortie de leur quatrième album, The Clearing, le 29 août 2025.

## Biographie

### Débuts (2010–2013)
Née le 19 juillet 1992, Ellie Rowsell remporte l'édition 2010 du concours de chanteuse-compositrice du Holloway Arts Festival. Ne voulant pas chanter seule, elle crée Wolf Alice avec Joff Oddie (guitare), qu'elle a rencontré en recherchant des musiciens sur des forums internet. Le nom vient d'une nouvelle d'Angela Carter,.
Après quelques concerts en duo acoustique, ils recrutent Sadie Cleary (basse, chant), une amie d'enfance d'Ellie, et George Bartlett (batterie). Ils auto-produisent un EP appelé Wolf Alice cette année-là, avec trois chansons - Every Cloud, Wednesday et Destroy Me - ainsi qu'une vidéo pour Wednesday.
En 2012, Sadie Cleary reprend ses études et George Bartlett se fracture le poignet. Ellie et Joff rencontrent Joel Amey (précédemment chanteur du groupe Mafia Lights, de Guildford) lors d'un concert au Powers Bars, à Kilburn et il rejoint le groupe comme batteur. Le groupe recherche de préférence une bassiste qui puisse faire les harmonies, mais n'en trouve pas et recrute Theo Ellis (né le 14 avril 1992), qui dira dans une interview qu'il "aurait changé de sexe pour être dans le groupe".
Wolf Alice donne son premier concert dans cette formation le 4 octobre 2012 au Sebright Arms, un bar de Londres, en première partie de Swim Deep (en).
La chanson Leaving You est publiée sur Soundcloud en téléchargement gratuit, ce qui leur vaut de passer sur BBC Radio 1 et d'être cités dans la rubrique 'Radar' du NME. Ils tournent ensuite avec Peace, et enregistrent une session pour l'émission de Huw Stephens sur Radio 1 en janvier. Leur premier simple sur CD, Fluffy, sort en février 2013 sur le label Chess Club,; il est classé 35e dans les morceaux de l'année 2013 par le magazine NME. Le groupe publie son deuxième single Bros en mai sur Chess Club. Bros est une des premières chansons écrites par Ellie Rowsell, le groupe la jouait à ses débuts. Le 7 octobre, Wolf Alice sort son premier EP officiel, Blush, et une vidéo officielle pour le morceau She. En décembre 2013, ils sont choisis comme le groupe dont il avait été le plus question dans l'année sur des blogs au Royaume-Uni par BBC Radio 6.

### My Love Is Cool(2014–2016)

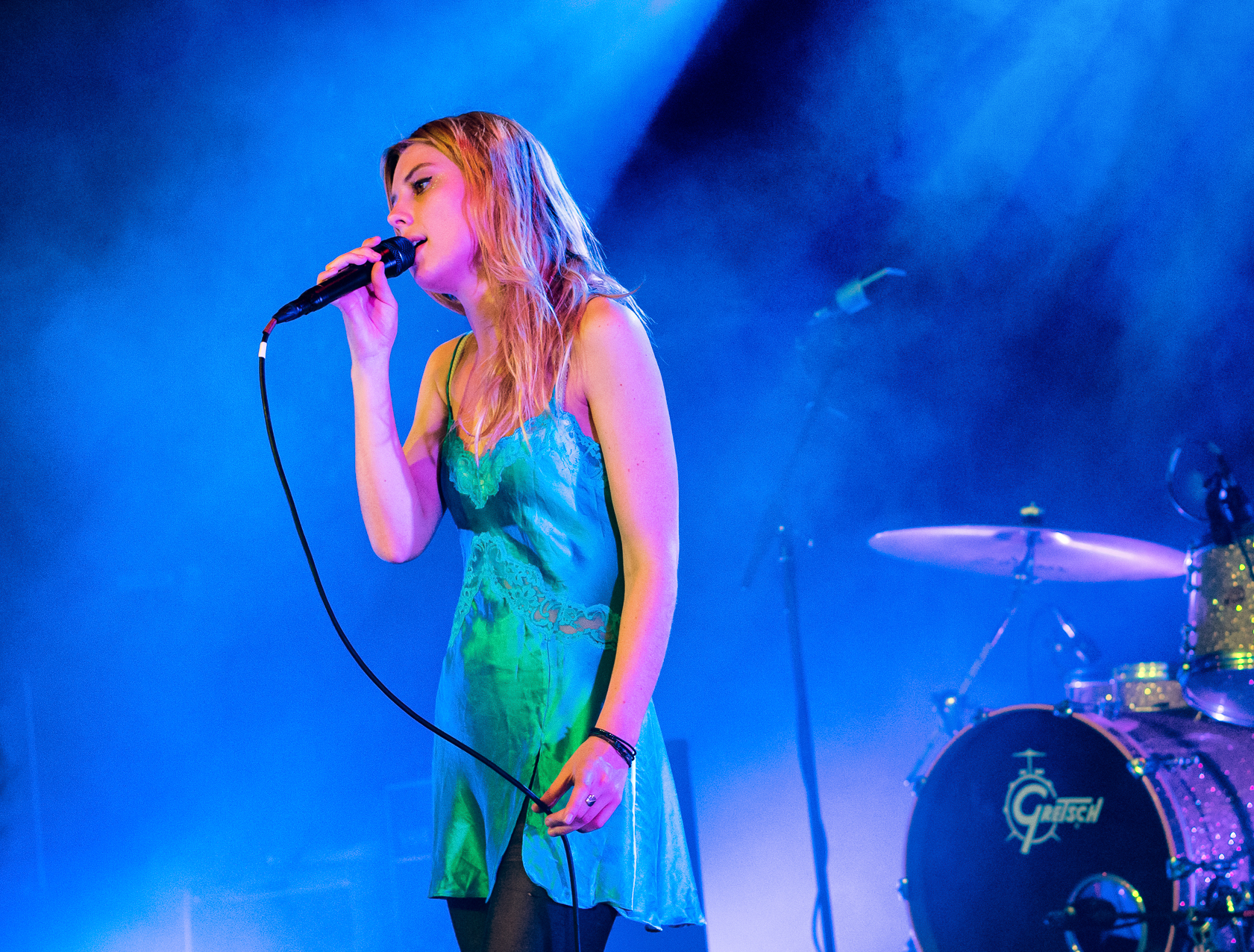
Ellie Rowsell de Wolf Alice au Cambridge Junction, en 2015.

En 2014, ils signent sur Dirty Hit Records, et sortent leur second EP, Creature Songs, en mai. Ils se produisent au Festival de Glastonbury le 28 juin. En décembre, le groupe est nommé « Révélation de l'année » au UK Festival Awards. Ils figurent sur la liste du « son de 2015 » établie par la BBC.
Leur premier album, My Love Is Cool, est sorti le 22 juin 2015. Il est produit par Mike Crossey, le producteur notamment du premier EP d'Arctic Monkeys. Il est noté 9/10 par le NME du 20 juin, le journaliste Mark Beaumont en parlant comme de « facilement le meilleur premier album de la décennie jusqu'à présent. » Il entre à la deuxième place du classement des albums de l'OCC en Grande-Bretagne. Le groupe se produit de nouveau à Glastonbury le 26 juin. Aux NME Awards 2016, le groupe remporte le prix du meilleur groupe en concert, et Giant Peach est nommé meilleur morceau de l'année.

### Visions of a Life(2017-2021)
Après deux ans de tournées, le groupe annonce la sortie d'un nouveau single, Yuk Foo, le 12 juin 2017 et de son deuxième album, Visions of a Life, pour le 29 septembre 2017. L'album a été enregistré à Los Angeles avec le producteur Justin Meldal-Johnsen (Paramore, Beck, Nine Inch Nails). Le 5 juillet, un deuxième extrait, Don't Delete The Kisses, est publié en ligne et la pochette de l'album est dévoilée ; il s'agit d'une photo de la tante d'Ellie, Helen, âgée d'une dizaine d'années, posant en tenue de danseuse classique dans un parc près d'un crâne de cheval.
L'album se classe 2e la semaine de sa sortie et remporte le Mercury Prize du meilleur album de l'année le 20 septembre 2018.

### Blue Weekend(2021 - 2025)
Après près de deux ans de tournées, le groupe prend quelques mois de repos, puis se réunit dans une maison du Somerset à la fin de 2019 et commence à répéter dans un studio à Tottenham, dans le nord de Londres, avant de partir pour le studio IPC à Bruxelles (où ils avaient déjà enregistré Creature Songs) en février 2020 pour enregistrer un nouvel album, produit par Markus Dravs (en) qui a auparavant travaillé avec Arcade Fire, Coldplay et Florence and the Machine.
Le 24 février 2021, le groupe dévoile un nouveau morceau, The Last Man On Earth, sur BBC Radio 1, et annonce que son prochain album, Blue Weekend, sortira le 11 juin 2021.
L'album sort en fait le 4 juin 2021, une semaine avant la date initialement annoncée. Trois autres extraits avaient été dévoilés en anticipation: 
- Smile sur Youtube le 20 avril 2021
- No Hard Feelings le 11 mai 2021
- How Can I Make It Okay le 2 juin 2021

L'album est accueilli avec enthousiasme par le NME : 5 étoiles, « les Londoniens consolident leur place au sommet de la musique britannique avec un troisième album incroyablement bon ». Même score de 5 étoiles dans The Guardian, « ambitions élevées, résultat exceptionnel ».
Blue Weekend se classe 1er des albums britanniques à sa sortie.
Le groupe se produit le 22 mai 2021 dans la version en ligne du festival de Glastonbury. Signe de leur statut de groupe majeur de la scène rock, ils sont annoncés en tête d'affiche du festival Latitude le 23 juillet 2021.
Le 8 février 2022, Wolf Alice remporte le prix du meilleur groupe de l'année aux Brit Awards.
Huit ans après sa première apparition à Glastonbury, le groupe se produit sur la scène principale (Pyramid Stage) le 24 juin 2022.
Le 20 février 2024, Wolf Alice annonce avoir mis un terme à son contrat avec Dirty Hit et signer avec Columbia Records.
En mars 2025, après près de deux ans d'absence sur scène, le groupe apparait au programme du Big Weekend de BBC Radio 1 à Liverpool le 24 mai 2025 et au festival de Glastonbury le 29 juin 2025.

### The Clearing(depuis 2025)
Le 1er mai 2025 est annoncée la sortie le 15 mai 2025 d'un nouveau single intitulé Bloom Baby Bloom.
Ce même 15 mai 2025, le nouvel album The Clearing est annoncé pour le 29 août 2025. Il a été enregistré à Los Angeles en 2024 et produit par Greg Kurstin.
Une tournée au Royaume-Uni et en Europe est annoncée en même temps. Le 19 mai 2025, un premier concert a lieu au Set Theatre de Kilkenny. Deux morceaux du futur album sont joués, Bloom Baby Bloom et Thorns.

## Style musical
Dans sa première formation, le groupe jouait de la pop teintée de folk, comme les morceaux My London Now ou Sticks n Stones. Le son devient plus rock avec l'arrivée de la section rythmique,. Le magazine Clash décrit le groupe comme « l'enfant naturel du folk et du grunge ». Pour Fluffy on les a comparés à Elastica et à Hole, alors que pour la face B, White Leather, on a évoqué The xx,,. Le groupe décrit sa musique comme du « rocky pop ».
En 2018, pour Les Inrocks, « Wolf Alice fait le grand écart entre des sonorités atmosphériques et des refrains nerveux mais ne craint pas non plus de flirter avec la pop ».
Ellie cite comme inspiration les Strokes, Yeah Yeah Yeahs, Pixies, White Stripes, les groupes à guitares en général ; Joel écoutait les Horrors, Klaxons, Metronomy.

## Discographie

### Albums studio
| Année | Titre | Morceaux |
| 2015  | My Love Is Cool - Format: Digital, Vinyl, CD - Publié: 22 juin 2015 - Label : Dirty Hit - Producteur : Mike Crossey | Turn To Dust Bros Your Loves Whore You're A Germ Lisbon Silk Freazy Giant Peach Swallowtail Soapy Water Fluffy The Wonderwhy |

Bros et Fluffy ont été réenregistrés pour l'album.
| Année | Titre | Morceaux |
| 2017  | Visions of a Life - Format: Digital, Vinyl, CD - Publié: 29 septembre 2017 - Label : Dirty Hit - Producteur : Justin Meldal-Johnsen - Ingénieur du son : Tom Elmhirst | Heavenward Yuk Foo Beautifully Unconventional Don’t Delete The Kisses Planet Hunter Sky Musings Formidable Cool Space & Time Sadboy St. Purple & Green After The Zero Hour Visions Of A Life |

| Année | Titre | Morceaux |
| 2021  | Blue Weekend - Format: Digital, Vinyl, CD - Publié: 11 juin 2021 - Label : Dirty Hit/RCA - Producteur : Markus Dravs | The Beach Delicious Things Lipstick On The Glass Smile Safe From Heartbreak (if you never fall in love) How Can I Make It OK? Play The Greatest Hits Feeling Myself The Last Man On Earth No Hard Feelings The Beach II |

| Année | Titre | Morceaux                 |
| 2025  | The Clearing - Format: Digital, Vinyl, CD - Publié: 29 août 2025 - Label : Columbia Records / Sony Music Entertainment - Producteur : Greg Kurstin | TBA Bloom Baby Bloom TBA |

### EP
| Année | Titre | Morceaux                                                        |
| 2013  | Blush EP - 10" vinyl, digital - Publié: 7 novembre 2013 - Label: Chess Club Records - Producteur : Austen Jux-Chandler | Blush She Nosedive 90 Mile Beach                                |
| 2014  | Creature Songs - 10" vinyl, digital - Publié: 26 mai 2014 - Label: Dirty Hit Records - Productrice : Catherine Marks   | Moaning Lisa Smile Storms Heavenly Creatures We're Not The Same |

### Singles
| Année | Titre                                                                                            | Morceaux             |
| 2012  | Leaving You - Format: Digital - Publié: 2012                                                     | Leaving You          |
| 2013  | Fluffy - Format: 7", digital - Publié: 11 février 2013 - Producteur : Ben Roulston               | Fluffy White Leather |
| 2013  | Bros - Format: 7", digital - Publié: 20 mai 2013 - Producteur : Austen Jux-Chandler / Wolf Alice | Bros Every Cloud     |
| 2017  | Yuk Foo - Format: digital - Publié: 12 juin 2017 - Producteur : Justin Meldal-Johnsen            | Yuk Foo              |

## Tournées
Le groupe se produit très régulièrement sur scène pour se faire connaitre et promouvoir ses albums, dans de nombreux pays.
En 2015, il joue 142 concerts, répartis ainsi : États-Unis (62), Royaume-Uni (46), Pays-Bas (5), Australie (5), Canada (4), France (4), Allemagne (3), Belgique (2), Suisse (2), Espagne (1), Japon (1), Irlande (1), Danemark (1), Pologne (1), Norvège (1), Suède (1), Autriche (1) et Italie (1).
En 2016, un peu moins de concerts (103), la fin d'année ayant été consacrée à l'enregistrement du deuxième album : États-Unis (41, dont 18 en première partie de 1975), Royaume-Uni (32), Allemagne (6), Espagne (4), Irlande (2), Suisse (2), Norvège (2), Canada (2), Japon (2), Autriche (1), Pologne (1), République tchèque (1), Luxembourg (1), Lituanie (1), Finlande (1), Danemark (1), Portugal (1), Pays-Bas (1), et Belgique (1).
Pas de concerts au premier semestre 2017, mais 77 au deuxième : Royaume-Uni (37), États-Unis (29), Allemagne (3), Canada (2), Japon (2), Irlande (1), Pays-Bas (1), Belgique (1), et France (1).
En 2018, reprise de tournées plus importantes avec 124 dates au total : Etats-Unis (38), Royaume-Uni (15), Australie (10), Allemagne (8), France (7), Espagne (6), Italie (3), Suisse (3), Belgique (3), Afrique du Sud (2), Portugal (2), Nouvelle-Zélande (2), Norvège (2), Inde (2), Chine (2), Turquie (1), Thaïlande (1), Slovaquie (1) et Singapour (1).
2019 est une année de repos, avec seulement 10 dates : Royaume-Uni (6), Australie (4).
Pas de concert en 2020 pour cause de pandémie de Covid-19, mais 38 dates à la fin de 2021: Etats-Unis (19), Royaume-Uni (19).
120 concerts en 2022: Etats-Unis (37), Royaume-Uni (24), Allemagne (9), Australie (6), Espagne (5), Pays-Bas (5), France (4), Belgique (3), Canada (3), Irlande (3), Italie (3), Suède (3), République Tchèque (2), Norvège (2), Pologne (2), Portugal (2), Autriche (1), Suisse (1), Danemark (1), Finlande (1).
Seulement 3 concerts en 2023, dont un le 9 septembre 2023 dans le club de leurs débuts, le Sebright Arms, et aucun concert en 2024.

## Engagements
Ellie et Theo ont participé à l'organisation Bands4Refugees, une série de concerts les 4 et 5 décembre 2016 pour récolter des fonds pour l'organisation HelpRefugees. Ils ont soutenu le Parti Travailliste et son leader Jeremy Corbyn à l'occasion des élections législatives de 2017. Ellie enregistre une vidéo dans laquelle elle encourage les auditeurs à s'inscrire sur les listes électorales. Le groupe participe à une marche de protestation contre le gouvernement conservateur de Theresa May le 1er juillet 2017.

## Apparitions
- La chanson Moaning Lisa Smile est jouée pendant l'épisode Solace for Tired Feet de la série télévisée de HBO The Leftovers[48]. On l'entend aussi dans la bande-annonce promotionnelle de la saison 3 de Arrow.
- La chanson Silk est utilisée dans la bande annonce du film T2 Trainspotting, réalisé par Danny Boyle, et fait également partie de la bande originale.
- En octobre 2016 le film On the Road[49] de Michael Winterbottom est présenté au London Film Festival. Le cadre du film est un documentaire sur une tournée du groupe en Grande-Bretagne.
- Dans l'épisode 3 du jeu vidéo Life Is Strange: Before the Storm, la chanson Bros est jouée lors de la cinématique de clôture.
- La chanson Don't Delete The Kisses est utilisée dans l'épisode 6 de la saison 1 de Gen V.